# Wilhelm Thielmann

Willingshausen Malerkolonie, Foto von 1913; v.l.n.r.: Heinrich Giebel, Marlies Dörr, Hermann Kätelhön, Hermann Metz, Wilhelm Thielmann, Adolf Lins, Heinrich Otto, Carl Bantzer

Wilhelm Thielmann (* 10. März 1868 in Herborn; † 19. November 1924 in Kassel) ging als „Maler und Zeichner der Schwalm“ in die deutsche Kunstgeschichte ein. Er war Mitglied der Willingshäuser Malerkolonie.

## Leben
Wilhelm Thielmanns Vater Ludwig war Briefträger. Seine Mutter Luise Thielmann, geborene Schleich erkannte Thielmanns Zeichenbegabung; jedoch kam ein Studium der Künste für seine Eltern nicht in Betracht. Nach der Realschule besuchte Thielmann zunächst das Lehrerseminar in Usingen und arbeitete anschließend im Taunus als Volksschullehrer in den Dörfern Anspach, Rödelheim und Eschbach. Er komponierte den Qutschebrüh Marsch in dieser Zeit. Um Zeichenlehrer zu werden, ließ er sich 1894 beurlauben und studierte an der Kunstgewerbeschule in Kassel. Nach seiner exzellenten Abschlussprüfung wurde er an der Kunstgewerbeschule als Zeichenlehrer angestellt.
Im Spätsommer 1897 reiste er erstmals nach Willingshausen in die hessische Schwalm, das seit Mitte des 19. Jahrhunderts ein beliebter Studienort der Freilichtmaler war 1903 gab er seinen Beruf als Lehrer auf und ließ sich in Willingshausen ständig als einziger der dort tätigen Maler dauerhaft nieder. Thielmann fing in Willingshausen an zu malen. Er lebte zunächst im Haaseschen Gästehaus.
Wilhelm Thielmann war befreundet mit Carl Bantzer, Hugo Mühlig, Hermann Kätelhön, Adolf Lins, Heinrich Otto, Otto Ubbelohde, Henriette Schmidt-Bonn und Hans Richard von Volkmann u. a. Er wurde zum Mittelpunkt des Künstlerkreises und federführend im Willingshäuser Maleralbum. Im Frühjahr 1906 reiste Wilhelm Thielmann nach Italien und hielt sich anschließend in Langgöns bei Gießen auf, wo er das Gemälde Hessische Bäuerin aus Langgöns in Abendmahlstracht vollendete. Thielmann erlernte die Radiertechnik bei Heinrich Otto. 1910 lebte Wilhelm Thielmann bei der Witwe des Oberförsters Hücker und besuchte seither die Meininger Musiktage in Marburg an der Lahn. Er karikierte Max Reger während eines Konzerts. 1912 heiratete er die Arzttochter Alexandra Thilenius (* 4. Juli 1881 in Wiesbaden; † 18. Januar 1966 in Willingshausen) aus Wildungen, die im Vorjahr seine Schülerin geworden war und später eine Werkstatt für Schwälmer Weißstickerei betrieb.
Thielmann illustrierte für die Zeitschriften wie Die Gartenlaube, die Illustrirte Zeitung und das Magazin Über Land und Meer. Er war zudem als Porträtist der Kasseler Gesellschaft sehr gefragt. Er schuf beispielsweise das Bildnis von Johann Lewalter. Thielmann war ein umworbener Stammtischbruder des Kasseler Stammtisches von Künstlern und Kunstinteressierte der Gaststätte Pvunzel und der Raabe-Gesellschaft im Wirtshaus zum Wilden Wasser. Im Auftrag der Stadt Kassel schuf er für das Rathaus das Gemälde Philipp der Großmütige kehrt aus der Gefangenschaft nach Kassel zurück.
Wilhelm Thielmanns Werke wurde in renommierten Kunstausstellungen in Berlin, Darmstadt, Düsseldorf, Dresden, der Weltausstellung 1913 in Gent, Kassel, Köln, Leipzig, München und Wiesbaden gezeigt. 1915 wurde seine Tochter, die Malerin Marianne, die später den Maler Günther Heinemann heiratete, geboren. 1918 wurde Thielmann durch das Preußische Kulturministerium der Professorentitel verliehen. Im Inflationsjahr 1923 begann er den Bau seines Atelierhauses in Willingshausen. Er verstarb 1924 kurz vor dessen Fertigstellung nach einem Schlaganfall bei seinem Freund und Sammler Ludwig Pfeiffer. Wilhelm Thielmanns Grabstätte befindet sich auf dem Willingshäuser Friedhof. Schon am 1. Januar 1925 wurde eine Gedächtnisausstellung im Kasseler Kunstverein eröffnet.

## Werk
Wilhelm Thielmanns zeichnerische Virtuosität und souveräne Beobachtungsgabe zeigten bereits die zwischen 1896 und 1899 entstandenen Bilder aus der Synagoge. Dieses einzigartiges Zeitdokument zum jüdischen Gottesdienst, die erstmals 1900 im Verlag Heinrich Keller in Frankfurt am Main veröffentlicht und 1991 vom Kasseler Städtischem Museum erneut herausgegeben wurden. Als Illustrator populärer Familienzeitschriften wie Die Gartenlaube und Über Land und Meer wurde Thielmann landesweit bekannt.
Seine nach 1910 entstandenen Gemälde wenden sich von der Genremalerei zunehmend ab und er nimmt impressionistische Motive der Schwalm in seinem Werk auf. In Thielmanns Werk wird die Aufwertung des Lichts zum Thema seiner Malerei.
Sein Humor und treffsicherer Blick treten beispielhaft in den Karikaturen des Komponisten und Kapellmeisters Max Reger von 1913, erschienen im N. G. Elwert Verlag, Marburg an der Lahn hervor. Ab 1905 entstanden Radierungen von ländlichen Szenen und bäuerlichem Genre. In Thielmanns Grafik und Malerei manifestierte sich seine tiefe Verbundenheit mit der Landschaft und den Bauern der Schwalm.
Stilistisch vom Naturalismus der Pleinairmalerei ausgehend, tendierte sein malerisch reifes Werk deutlich zum Impressionismus, erkennbar an der hellen Palette und am lockeren, teilweise tupfenden Pinselduktus.

## Ausstellungen

### Einzelausstellungen
postum
- 1925: Kasseler Kunstverein
- 1992: Gerhardt von Reutern-Haus, Willingshausen
- 1994: Museum der hohen Schule, Herborn
- 1998: Universitätsmuseum Marburg, Marburg an der Lahn
- 1998: Stadtmuseum Kassel, Kassel
- 1998: Schloss Elisabethenburg, Meiningen
- 2015: Willingshäuser Kunsthalle

### Gruppenausstellungen
- 1913: Weltausstellung Gent
- 1980: Die Künstlerkolonie Willingshausen, Orangerie, Kassel
- 1998: Deutsche Künstlerkolonien 1890–1910, Städtische Galerie Karlsruhe, Karlsruhe
- 2001–2002: Künstlerkolonien in Europa. Im Zeichen der Ebene und des Himmels, Germanisches Nationalmuseum, Nürnberg

## Museale Rezeption
- Hessische Bäuerin aus Langgöns in Abendmahlstracht, 1903, Neue Galerie Kassel
- Die Trauernden, 1910, Alte Nationalgalerie, Berlin
- Schwälmer Hochzeitsreiter, 1913,  Museum für Kunst und Kulturgeschichte Marburg, Marburg an der Lahn[11]
- Erntearbeiterinnen, 1922, Museum für Kunst und Kulturgeschichte Marburg an der Lahn
- Blumenstrauß in braunem Krug, 1923, Städtische Kunstsammlung Kassel
- Mutter und Kind, Hessisches Landesmuseum Darmstadt, Darmstadt
- Porträt eines Schwälmer Bauern, 1924, Städtische Kunstsammlung Kassel
- Das Antrefftal bei Willingshausen, 1924, Städtische Kunstsammlung Kassel

## Würdigungen
Straßen in Herborn, Ziegenhain, Willingshausen wurden nach Thielmann benannt.

## Werke

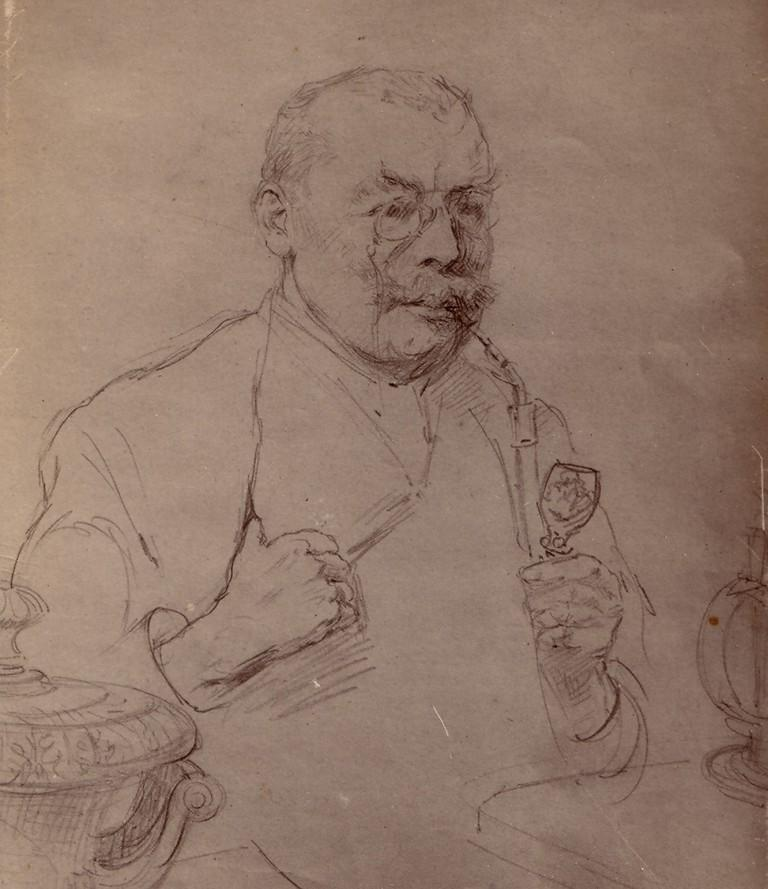
Wilhelm Fabricius, 1911
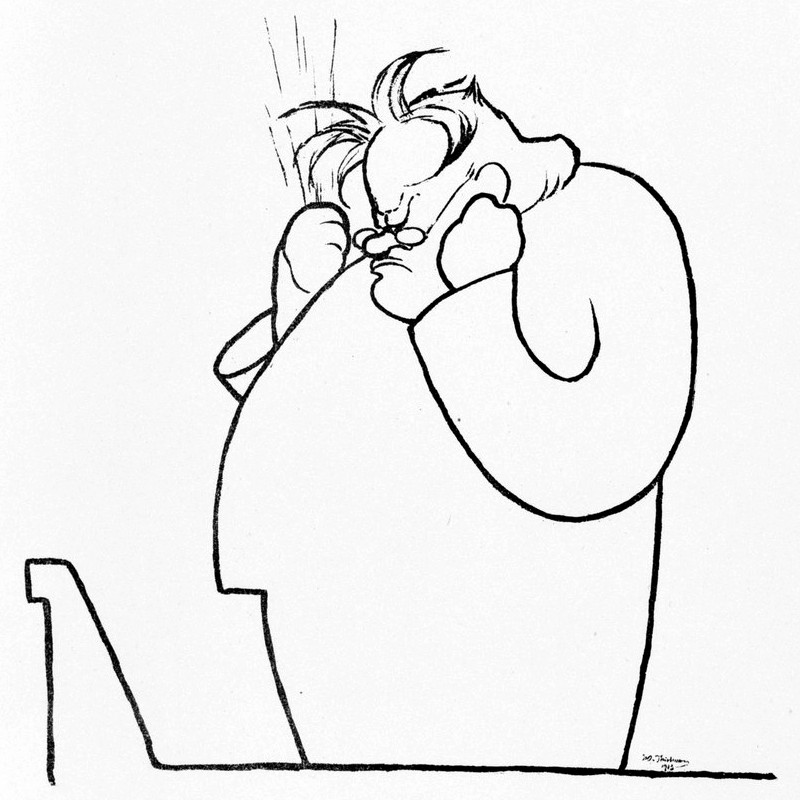
Max Reger beim Dirigieren (falsche Töne), 1913